# Victorious
Victorious (estilizado como VICTORiOUS) es una serie de televisión de comedia de situación estadounidense creada por Dan Schneider para Nickelodeon. La serie fue producida por Schneider's Bakery en asociación con Nickelodeon Productions. Fue transmitida por primera vez en Estados Unidos el 27 de marzo de 2010 después de los Kids' Choice Awards 2010 con una audiencia de 5.7 millones de espectadores. En Latinoamérica, la serie se estrenó el 13 de octubre de 2010, mientras que en España su estreno fue el 11 de noviembre de 2010. Gracias al número de espectadores, Victorious fue incluida en la plataforma streaming Netflix en el 2013 incluyendo solo la temporada 1.
La serie contó con un elenco principal que se mantuvo a lo largo de las 4 temporadas, siendo conformado por: Victoria Justice, Leon Thomas III, Matt Bennett, Elizabeth Gillies, Ariana Grande, Avan Jogia y Daniella Monet.
Victorious ganó el premio al programa de televisión favorito en los Nickelodeon Kids Choice Awards, consecutivamente en 2012 y 2013. También ganó el premio al mejor programa de televisión internacional en los Kids Choice Awards Argentina 2012.
Tras el éxito obtenido, el canal transmitió una segunda temporada a partir del 2 de abril de 2011, comenzó a transmitir la tercera el 3 de diciembre del mismo año, y su cuarta temporada se estrenó el 22 de septiembre de 2012. La serie terminó con un total de 4 temporadas y 60 episodios el 2 de febrero de 2013 según fue anunciado por su creador Dan Schneider. Fue la primera serie original de Nickelodeon creada por Schneider en incorporar música original.

## Trama
Tori Vega (Victoria Justice) es una chica de 16 años que creció a la sombra de su hermana mayor, Trina (Daniella Monet), quien siempre fue la estrella de la familia. El show sigue el camino de Tori hacia el descubrimiento de su creatividad interior y de darse cuenta de que entretener a los demás es lo que más la hace feliz. 
Tori sustituye en la "gran presentación" a su hermana Trina, quien sufre una reacción alérgica a unas hierbas chinas con las que hizo gárgaras. El director de Hollywood Arts le ofrece a Tori estudiar en dicha escuela y ella acepta. Pasará por diversas aventuras junto a sus amigos André (Leon Thomas III), Robbie (Matt Bennett), Cat (Ariana Grande), Jade (Liz Gillies) y Beck (Avan Jogia). Todos talentosos y con personalidades diferentes: André es un joven músico, alegre y muy amigo de Tori; Robbie, que acostumbra llevar un títere llamado Rex, es un joven nerd muy talentoso, que desea conquistar a cualquier chica, sin embargo su único amor es Cat, una joven dulce, ingenua, alegre y coqueta con cabello rojizo, talentosa en el canto y en el baile, la cual en ocasiones es maltratada por Jade; aun así, ambas mantienen una buena relación. Jade es una joven que suele tratar mal a todos en la escuela, especialmente a Tori, pero en el fondo es una buena persona y ha demostrado estimar y preocuparse por los demás. Beck es un joven actor y es el novio de Jade, su relación sentimental va mejorando en el transcurso de las temporadas. En general, la serie se basa en que Tori encuentre el éxito, brille, y logre cumplir sus sueños.

## Producción
Victorious es la sexta serie creada por Dan Schneider para Nickelodeon, después de Todo eso y más, El show de Amanda, Drake & Josh, Zoey 101 y iCarly. Schneider se había reunido por primera vez con Victoria Justice en 2005, cuando ella tenía 12 años y había ido a una audición para el papel de Lola Martínez en Zoey 101 ya que Kristin Herrera dejó la serie. Impresionado por su energía, Schneider la contrató, y después de trabajar con ella en tres episodios, llamó a Nickelodeon y dijo: "Tengo a su próxima estrella". Justice continuó su papel de Lola en la serie Zoey 101 hasta que la serie terminó en 2008. Al mismo tiempo, Disney Channel se había convertido en el principal competidor de Nickelodeon, ya que había tenido un gran éxito con series como Hannah Montana y películas como High School Musical, que incluían canciones originales, y grandes ingresos generados por la música y la televisión. Buscando "seguir donde los niños están", Nickelodeon habló con Schneider para que creara un show con música incluida. Se dice que antes del final de Zoey 101, Justice se había reunido con Schneider por la posibilidad de haber una serie protagonizada por ella.
Al examinar los posibles conceptos de la serie, Schneider reconoció el éxito de las series relacionadas con la fama; "Si hay algo que he aprendido sobre los niños hoy, y no digo que sea bueno o malo, es que todos quieren ser estrellas". Marjorie Cohn, entonces vicepresidenta ejecutiva de programación y desarrollo original de Nickelodeon, señaló cómo iCarly de Schneider, una comedia de situación sobre una chica que presenta un programa popular en la web, fue impulsada por el auge que tenían las celebridades en YouTube, con lo que se convirtió en una serie de gran éxito en Nickelodeon.

### Casting
Varios de los actores de Victorious habían aparecido en programas de Nickelodeon. Además de Zoey 101, Justice había tenido apariciones en un episodio especial de iCarly, The Naked Brothers Band y un episodio de True Jackson, VP, y coprotagonizó junto a Avan Jogia la película para televisión Spectacular!. Daniella Monet había aparecido en tres episodios de Zoey 101 y en uno de iCarly y Leon Thomas III en un episodio de iCarly y en uno de True Jackson, VP. Mientras que Elizabeth Gillies y Ariana Grande habían coprotagonizado el musical 13 de Broadway.
En su segunda temporada, el 22 de abril, apareció Kesha cantando «Blow» en el episodio "Ice Cream for Ke$ha". En junio de 2011 el elenco de Victorious fue invitado a grabar un episodio de iCarly con sus mismos personajes de la serie, este se tituló «iParty with Victorious» ("Fiesta con Victorious" en Latinoamérica y "iCarly y Victorious cara a cara en: Hay lío con Victorious" en España). A pesar de ser un crossover entre ambas series, iCarly se quedó con los derechos del episodio así que Dan Schneider, creador y productor ejecutivo de ambas series, decidió que Victorious se quedaría los derechos de la banda sonora y ésta se incluyó en el álbum de la banda sonora de las dos primeras temporadas de Victorious.
Jerry Trainor, Perez Hilton, Josh Peck, Kesha, Nathan Kress, Drake Bell, Jennette McCurdy e Yvette Nicole Brown hicieron una aparición como cameo, siendo estrellas invitadas en la serie.

### Localizaciones

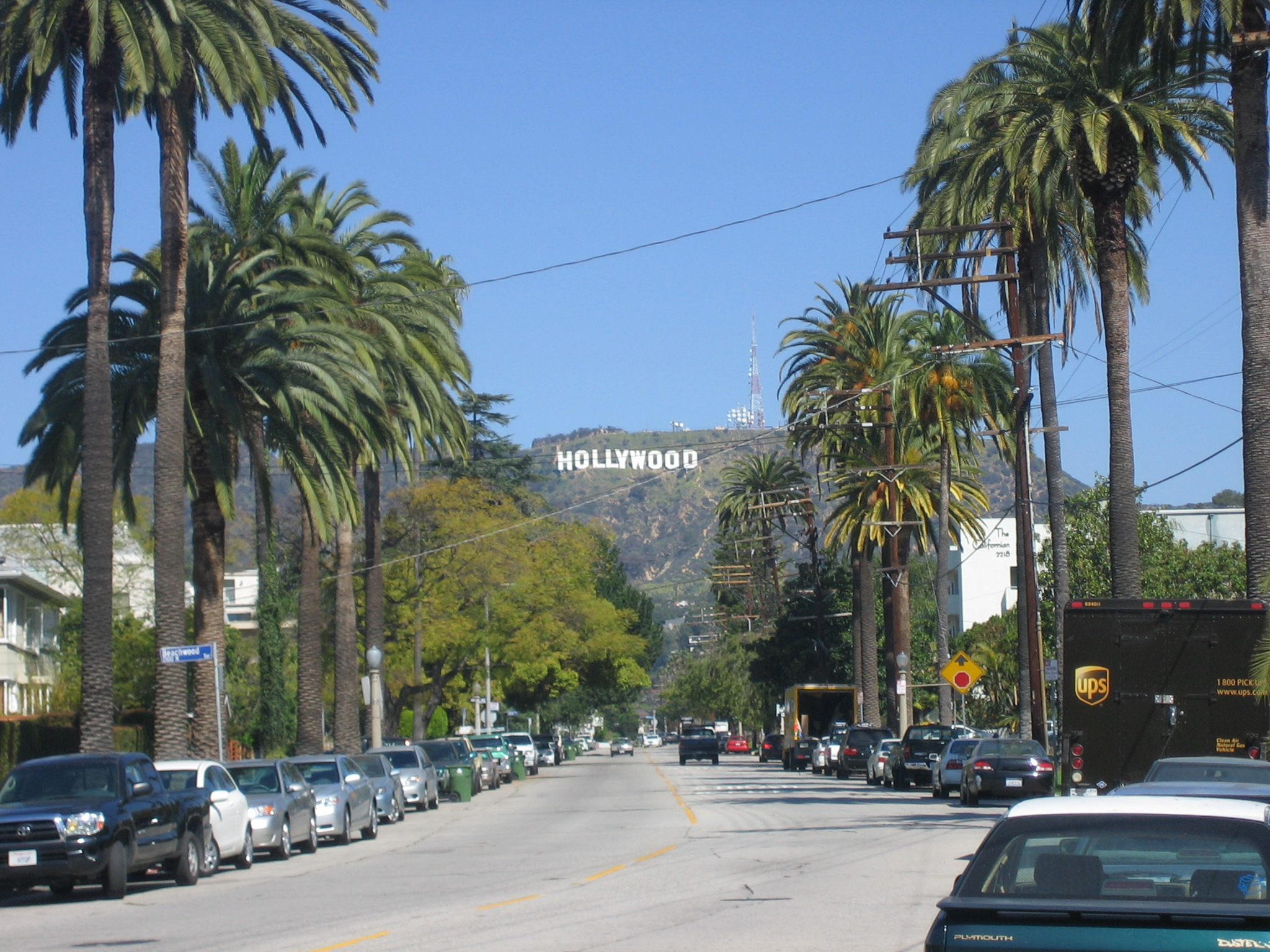
Hollywood, localidad principal del programa

Las grabaciones de la serie comenzaron el 5 de octubre de 2009 en los estudios de Nickelodeon on Sunset, ubicados en Hollywood, California y finalizaron el 7 de septiembre de 2012 con 20 episodios producidos para la primera temporada, 13 para la segunda, 14 para la tercera y 13 para la cuarta.

### Cancelación
El creador de la serie, Dan Schneider, anunció la discontinuidad de la serie a través de una entrada en su blog, en la que escribió que la serie ya tiene listos 13 nuevos episodios que se empezaron a estrenar el 22 de septiembre de 2012 en Estados Unidos.
Victorious y iCarly tuvieron una serie derivada llamada Sam & Cat en la que se ofrece continuidad a los personajes de Ariana Grande y Jennette McCurdy de Victorious y iCarly, respectivamente.

## Elenco y personajes

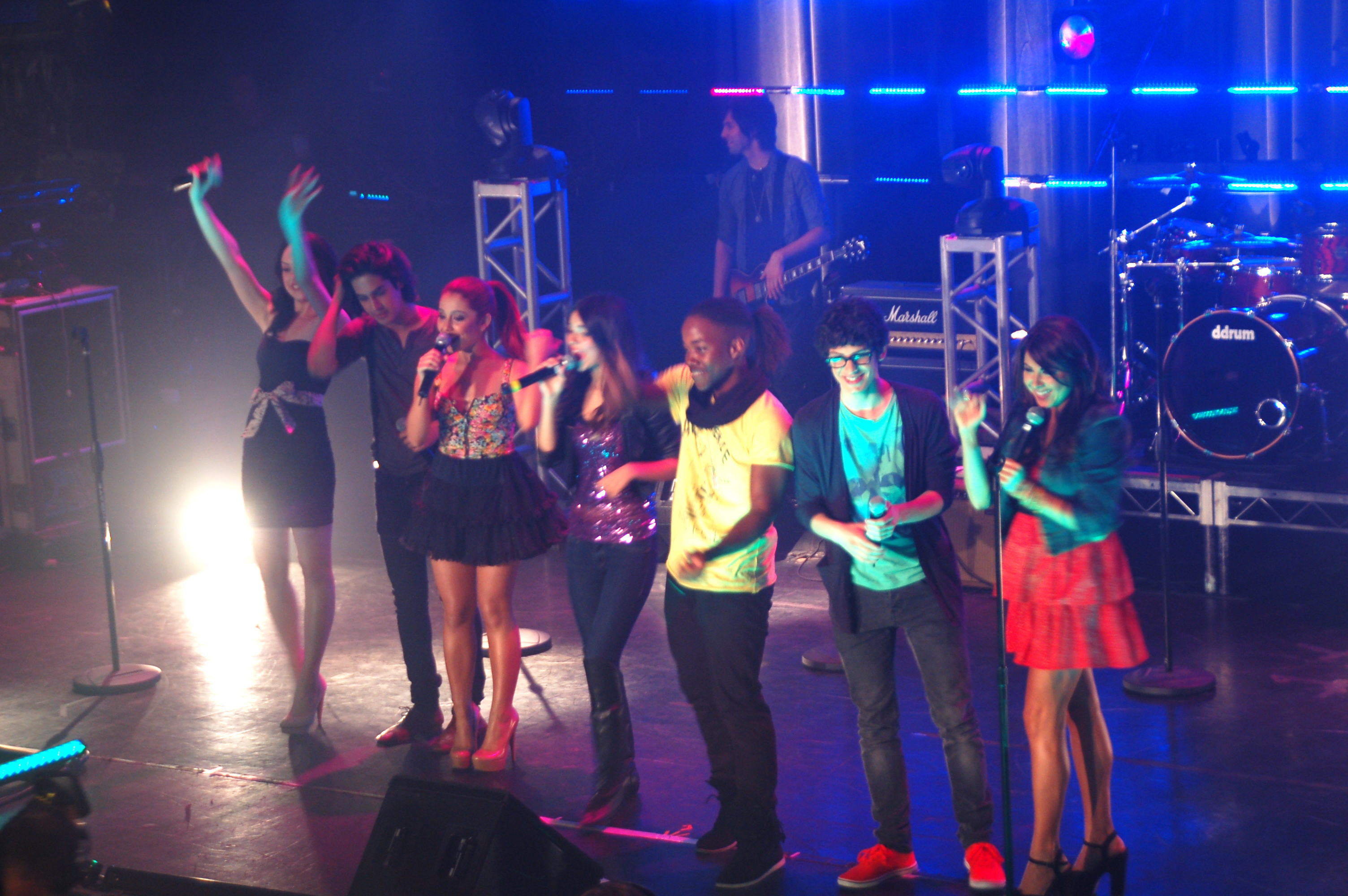
Los protagonistas de la serie en concierto en el año 2011.

### Principales
- Victoria Justice como Victoria «Tori» Vega, una joven talentosa que entra a Hollywood Arts tras reemplazar a su hermana Trina en una interpretación musical.

- Leon Thomas III como André Harris, un estudiante virtuoso en el teclado y piano, y el mejor amigo de Tori.
- Matt Bennett como Robbie Shapiro, un estudiante ventrílocuo que va a todas partes con su títere, Rex.
- Ariana Grande como Catherina «Cat» Valentine, una chica dulce e inocente de Hollywood Arts que tiene el cabello teñido de rojo brillante.
- Elizabeth Gillies como Jade West, una joven gótica y talentosa, amante de las tijeras, novia de Beck.
- Avan Jogia como Beck Oliver, un joven tranquilo y seguro apasionado con la actuación y novio de Jade.
- Daniella Monet como Trina Vega, la egocéntrica y presumida hermana mayor de Tori.

### Secundarios
- Eric Lange como Erwin Sikowitz, un profesor de actuación en Hollywood Arts y el favorito de los protagonistas.
- Jake Farrow (voz) como Rex Power, el títere de Robbie, que al parecer tiene conciencia propia.
- Michael Eric Reid como Sinjin Van Cleef, un estudiante nerd y raro de Hollywood Arts.
- Jennifer Carta como Holly Vega, la madre de Tori y Trina.
- Jim Pirri como David Vega, el padre de Tori y Trina.
- Lane Napper como Lane Alexander, el orientador de estudiantes de Hollywood Arts obsesionado con las cremas.
- Marilyn Harris como Charlotte Harris, la abuela de André.
- Susan Chuang como la sra. Lee (temporadas 1, 3–4), la dueña de La Estrella del Wok en la primera temporada, y la dueña de Nozu en la tercera temporada.
- Marco Aiello como Festus (temporadas 1–2), un cocinero en Hollywood Arts.
- David Starzyk como el director Eikner (temporadas 1–3)

## Episodios
| Temporada | Temporada | Episodios | Estados Unidos           | Estados Unidos          | Hispanoamérica           | Hispanoamérica           | España                   | España                  |
| Temporada | Temporada | Episodios | Comienzo                 | Final                   | Comienzo                 | Final                    | Comienzo                 | Final                   |
| --------- | --------- | --------- | ------------------------ | ----------------------- | ------------------------ | ------------------------ | ------------------------ | ----------------------- |
|           | 1         | 20        | 27 de marzo de 2010      | 26 de marzo de 2011     | 13 de octubre de 2010    | 31 de agosto de 2011     | 11 de noviembre de 2010  | 4 de noviembre de 2011  |
|           | 2         | 13        | 2 de abril de 2011       | 26 de diciembre de 2011 | 13 de octubre de 2011    | 26 de septiembre de 2012 | 4 de noviembre de 2011   | 26 de diciembre de 2012 |
|           | 3         | 13        | 28 de enero de 2012      | 30 de junio de 2012     | 27 de septiembre de 2012 | 28 de febrero de 2013    | 28 de septiembre de 2012 | 23 de febrero de 2013   |
|           | 4         | 13        | 22 de septiembre de 2012 | 2 de febrero de 2013    | 7 de febrero de 2013     | 20 de enero de 2014      | 16 de febrero de 2013    | 7 de febrero de 2014    |

### Episodios especiales
| Episodio                 | Tipo                          | Estreno en Estados Unidos | Audiencia en Estados Unidos |
| ------------------------ | ----------------------------- | ------------------------- | --------------------------- |
| «Freak the Freak Out»    | Episodio especial de una hora | 26 de noviembre de 2010   | 5,3                         |
| «iParty with Victorious» | Crossover fílmico de iCarly   | 11 de junio de 2011       | 7,3                         |
| «Locked Up»              | Episodio especial de una hora | 30 de julio de 2011       | 5,2                         |
| «Tori Goes Platinum»     | Episodio especial de una hora | 19 de mayo de 2012        | 3,8                         |

### «iParty with Victorious»
«iParty with Victorious» fue un crossover entre las series iCarly y Victorious, de Dan Schneider, que fue grabado completamente en el año 2010. Este episodio fue tomado como filme televisivo. "Fiesta con Victorious" fue estrenado en Estados Unidos el 11 de junio de 2011. En Latinoamérica fue estrenado el 13 de octubre de 2011, y en España estrenado el 21 de octubre de 2011, por Nickelodeon. El episodio tuvo un total de 7.3 millones de espectadores en Estados Unidos.

## Recepción

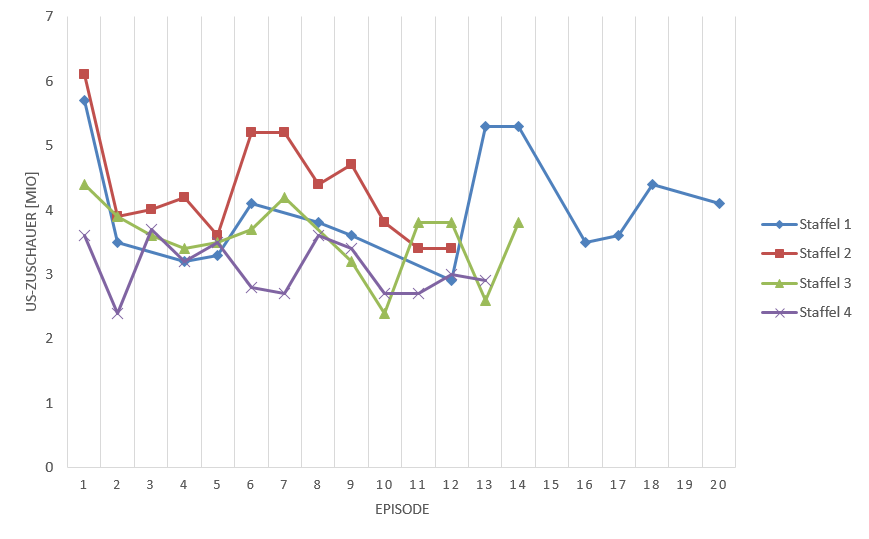
Audiencias de la serie en Estados Unidos.

El episodio con mejor audiencia para Victorious ha sido "Beggin' on Your Knees" («Rogando de rodillas» en Latinoamérica) con una audiencia de 6.1 millones de espectadores, siendo el primer episodio de la segunda temporada. Le sigue el episodio "Robarazzi" con 6.0 millones de espectadores, el cual es el séptimo episodio de la primera temporada. El episodio más visto de la tercera temporada es hasta el momento "A Christmas Tori" con 4.4 millones de espectadores, el cual es el primer episodio de la tercera temporada. Después de este episodio le sigue "Tori and Jade's Playdate", "The Breakfast Bunch" y "The Blonde Squad" con 4.2; 3.9 y 3.8 millones de espectadores respectivamente.

## Música
A continuación se muestran las canciones presentadas en Victorious.
| N.º de episodio   | Episodio Título en Latinoamérica / Título en España                                  | Canción                                                     | Cantada por | Intérprete |
| Primera temporada | Primera temporada                                                                    | Primera temporada                                           | Primera temporada | Primera temporada |
| ----------------- | ------------------------------------------------------------------------------------ | ----------------------------------------------------------- | --- | --- |
| 1                 | «Piloto» / «Haz que brille»                                                          | “Make It Shine”                                             | Tori Vega | Victoria Justice |
| 4                 | «La canción de la semana del cumpleaños» / «La canción de la semana-cumple»          | "You're the Reason"                                         | Tori Vega | Victoria Justice |
| 5                 | «Jade bota a Beck» / «Jade rompe con Beck»                                           | "Chicago"                                                   | Trina Vega | Daniella Monet |
| 6                 | «Tori la zombie»                                                                     | "Finally Falling"                                           | Tori Vega y Beck Oliver | Victoria Justice y Avan Jogia |
| 8                 | «Los sobrevivientes del calor»                                                       | "Make It Shine"                                             | Tori Vega, Andre Harris, Robbie Shapiro , Jade West, Beck Oliver y Trina Vega | Victoria Justice, Leon Thomas III, Matt Bennett, Avan Jogia, Elizabeth Gillies y Daniella Monet |
| 11                | «La gran estafa del ping-pong» / «La gran estafa del ping-pong»                      | "Tell Me That You Love Me"                                  | Tori Vega y Andre Harris | Victoria Justice y Leon Thomas III |
| 13-14             | «Loca de frustración» / «Pierdo el control»                                          | "Give It Up" "Freak the Freak Out"                          | Cat Valentine y Jade West Tori Vega | Ariana Grande y Elizabeth Gillies Victoria Justice |
| 15                | «La muerte de Rex»                                                                   | "Por Siempre Juntos" (versión en español de "Forever Baby") | Tori Vega y Robbie Shapiro | Victoria Justice y Matt Bennett |
| 16                | «Los Diddly-Bops» / «Los Diddly-Bops»                                                | "Favorite Food" "Song 2 You"                                | Tori Vega, André Harris, Cat Valentine, Robbie Shapiro, Beck Oliver y Jade West Tori Vega y André Harris                                                                         | Victoria Justice, Leon Thomas III, Ariana Grande, Matt Bennett, Avan Jogia y Elizabeth Gillies Victoria Justice y Leon Thomas III                                                                           |
| 18                | «El Wood» / «The Wood»                                                               | "Forever Baby"                                              | Tori Vega y Jade West | Victoria Justice y Elizabeth Gillies |
| 23                | «iParty with Victorious» / «iCarly & Victorious cara a cara: Hay lío con Victorious» | «Leave It All to Shine»                                     | Carly Shay, Tori Vega, André Harris, Sam Puckett, Robbie Shapiro, Jade West, Freddie Benson, Cat Valentine, Beck Oliver, Spencer Shay, Trina Vega, Gibby Gibson y Kenan Thompson | Miranda Cosgrove, Victoria Justice, Leon Thomas III, Jennette McCurdy, Matt Bennett, Elizabeth Gillies, Nathan Kress, Ariana Grande, Avan Jogia, Jerry Trainor, Daniella Monet, Noah Munck y Kenan Thompson |
| Segunda temporada |                                                                                      |                                                             | | |
| 24                | «Rogando de rodillas» / «Suplicando de rodillas»                                     | "Beggin' on Your Knees"                                     | Tori Vega | Victoria Justice |
| 26                | «Helado por Ke$ha» / «Un helado para Ke$ha»                                          | "Blow"                                                      | Ke$ha | Ke$ha |
| 27                | «La arruina-bailes» / «La gala arruinada»                                            | "Best Friend's Brother"                                     | Tori Vega y Cat Valentine | Victoria Justice y Ariana Grande |
| 29-30             | «Encerrados» / «¡Rock en la cárcel!»                                                 | "All I Want Is Everything" "I Want You Back"                | Tori Vega, Trina Vega, Jade West, Cat Valentine y André Harris Tori Vega, Jade West, Cat Valentine, André Harris, Beck Oliver, Robbie Shapiro y Trina Vega                       | Victoria Justice, Daniella Monet, Elizabeth Gillies, Ariana Grande y Leon Thomas III Victoria Justice, Elizabeth Gillies, Ariana Grande, Leon Thomas III, Avan Jogia, Matt Bennett y Daniella Monet         |
| 31                | «El regreso de Helen» / «Helen vuelve»                                               | "Make It Shine (Remix)"                                     | Tori Vega y Andre Harris | Victoria Justice y Leon Thomas III |
| 34                | «El amor imposible de André»                                                         | "365 Days"                                                  | Tori Vega y Andre Harris | Victoria Justice y Leon Thomas III |
| Tercera temporada |                                                                                      |                                                             | | |
| 37                | «El cuento navideño de Tori»                                                         | "It's Not Christmas Without You"                            | Tori Vega, Andre Harris, Jade West, y Cat Valentine | Victoria Justice, Leon Thomas III, Elizabeth Gillies y Ariana Grande |
| 38                | «El club de los cínicos»                                                             | "Don't You (Forget About Me)" "All in This Together"        | Tori Vega | Victoria Justice |
| 41                | «La chica espantosa de André»                                                        | "Countdown"                                                 | Tori Vega y André Harris | Victoria Justice y Leon Thomas III |
| 43                | «Tori y Jade tendrán una cita»                                                       | "Take a Hint"                                               | Tori Vega y Jade West | Victoria Justice y Elizabeth Gillies |
| 44                | «Día de los... ¿qué?»                                                                | "Shut Up and Dance"                                         | Tori Vega, Jade West, Trina Vega, Cat Valentine y Robbie Shapiro | Victoria Justice, Elizabeth Gillies, Daniella Monet, Ariana Grande y Matt Bennett |
| 45                | «Llevando a Tori a la locura»                                                        | "5 Fingaz to the Face"                                      | Tori Vega, Jade West, Trina Vega, Cat Valentine, Beck Oliver, André Harris y Robbie Shapiro                                                                                      | Victoria Justice, Elizabeth Gillies]], Daniella Monet, Ariana Grande, Avan Jogia, Leon Thomas III y Matt Bennett                                                                                            |
| 47-48             | «Tori va a los Platinum»                                                             | "Cheer Me Up" "Make It in America"                          | Tori Vega | Victoria Justice |
| 50                | «El escuadrón de las rubias»                                                         | "I Think You're Swell"                                      | Robbie Shapiro | Matt Bennett |
| Cuarta temporada  |                                                                                      |                                                             | | |
| 54                | «Tres chicas y un alce»                                                              | "L.A. Boyz"                                                 | Tori Vega y Cat Valentine | Victoria Justice y Ariana Grande |
| 56                | «Tori reconcilia a Beck y a Jade»                                                    | "You Don't Know Me".                                        | Jade West | Elizabeth Gillies |
| 57                | «Un millar de boli-moras»                                                            | "Here's 2 Us"                                               | Tori Vega y André Harris | Victoria Justice y Leon Thomas III |
| 59                | «El mal compañero de habitación»                                                     | "Faster Than Boyz"                                          | Tori Vega | Victoria Justice |
| 62                | «La anécdota del himno nacional»                                                     | "Bad Boys"                                                  | Tori Vega | Victoria Justice |

### Bandas sonoras
- Victorious: Music from the Hit TV Show (2011)
- Victorious 2.0: More Music from the Hit TV Show (2012)
- Victorious 3.0: Even More Music from the Hit TV Show (2012)

## Videojuego
Salió a la venta en octubre del 2011 un videojuego llamado Victorious: Time to Shine para la consola Xbox 360 compatible con el sensor Kinect donde los personajes se encuentran en Hollywood Arts donde actúan, pueden tocar un instrumento de aire, cantar, bailar y protagonizar un video musical de las canciones de éxito de la serie. Aparte salió otro que es para Nintendo DS llamado Hollywood Arts Debut.

## Spin-off

### Hollywood Arts
El 6 de febrero de 2025, se anunció que Nickelodeon estaba desarrollando un spin-off de Victorious titulado Hollywood Arts. Daniella Monet repetirá su papel de Trina Vega, además de ser la productora ejecutiva de la serie. Dan Schneider, el creador de la serie original, no está involucrado en este proyecto.

## Serie derivada
iCarly fue cancelada, una decisión que tomó el canal Nickelodeon. Instantáneamente, la serie Victorious también recibió la misma decisión. Se confirmó una serie derivada para ambas series titulado Sam & Cat. La nueva serie fue anunciada por Nickelodeon el 3 de agosto de 2012, en la asociación de críticos de televisión. Tenía como protagonistas a Ariana Grande y Jennette McCurdy, interpretando a Cat Valentine y Sam Puckett, respectivamente. La sinopsis de la serie trata en que Sam y Cat se conocen y se convierten en mejores amigas. Cat invita a Sam a quedarse en su departamento y deciden hacer un negocio de niñeras que les pueda generar ingresos. Mientras que Cat continua asistiendo a su escuela de artes escénicas Hollywood Arts, Sam estudia en línea.
Sam & Cat fue confirmado por Nickelodeon después del final de iCarly y las grabaciones se iniciaron en 2012, después del final de Victorious. Finalmente se estrenó el 8 de junio de 2013 y concluyendo el 17 de julio de 2014.

## Premios y nominaciones
| Año  | Premiación                   | Categoría                                                                           | Candidato                         | Resultado | Ref.          |
| ---- | ---------------------------- | ----------------------------------------------------------------------------------- | --------------------------------- | --------- | ------------- |
| 2010 | Teen Choice Awards           | TV: Show Revelación                                                                 | Victorious                        | Nominado  | [ 23 ] [ 24 ] |
| 2010 | Hollywood Teen TV Awards     | Mejor Actriz Adolescente: Comedia                                                   | Victoria Justice                  | Nominado  | [ 25 ]        |
| 2010 | Hollywood Teen TV Awards     | Mejor Actriz Adolescente: Comedia                                                   | Ariana Grande                     | Nominada  | [ 25 ]        |
| 2010 | Hollywood Teen TV Awards     | Programa Adolescente: Comedia                                                       | Victorious                        | Nominado  | [ 25 ]        |
| 2011 | Kids Choice Awards           | Actriz de TV Favorita                                                               | Victoria Justice                  | Nominada  | [ 26 ] [ 27 ] |
| 2011 | Kids Choice Awards UK        | Programa Favorito de Nick Reino Unido                                               | Victorious                        | Nominado  | [ 28 ]        |
| 2011 | Kids Choice Awards UK        | Personaje Más Gracioso de Nick Reino Unido                                          | Matt Bennett                      | Nominado  | [ 28 ]        |
| 2011 | Kids Choice Awards Australia | Estrella de TV Favorito                                                             | Victoria Justice                  | Nominada  | [ 29 ] [ 30 ] |
| 2011 | Kids Choice Awards Australia | Programa de TV Favorito                                                             | Victorious                        | Nominado  | [ 29 ] [ 30 ] |
| 2011 | Imagen Awards                | Mejor Actriz Joven/Televisión                                                       | Victoria Justice                  | Nominada  | [ 31 ]        |
| 2011 | Primetime Emmy Awards        | Mejor Programa Infantil                                                             | Victorious                        | Nominado  | [ 32 ]        |
| 2011 | ALMA Awards                  | Actriz de TV Favorita - Papel Protagónico en Una Comedia                            | Victoria Justice                  | Nominada  | [ 33 ] [ 34 ] |
| 2011 | NAACP Image Awards           | Mejor Actuación En Un Programa Juvenil/Infantil (Serie o Especial)                  | Victoria Justice                  | Nominada  | [ 35 ]        |
| 2011 | Premios BAFTA Infantiles     | Niños BAFTA Votan: Televisión                                                       | Victorious                        | Nominado  | [ 36 ]        |
| 2011 | Youth Rocks Awards           | Mejor Elenco (TV/Comedia)                                                           | Victorious                        | Nominado  | [ 37 ] [ 38 ] |
| 2012 | Kids Choice Awards           | Programa de TV Favorito                                                             | Victorious                        | Ganador   | [ 2 ]         |
| 2012 | Kids Choice Awards           | Actriz de TV Favorita                                                               | Victoria Justice                  | Nominada  | [ 2 ]         |
| 2012 | Hollywood Teen TV Awards     | Actriz de televisión Favorita                                                       | Victoria Justice                  | Nominada  | [ 39 ]        |
| 2012 | Hollywood Teen TV Awards     | Actriz de televisión Favorita                                                       | Ariana Grande                     | Nominada  | [ 39 ]        |
| 2012 | Hollywood Teen TV Awards     | Programa de televisión Favorito                                                     | Victorious                        | Nominado  | [ 40 ]        |
| 2012 | Imagen Awards                | Mejor Actriz Joven/Televisión                                                       | Victoria Justice                  | Nominada  | [ 41 ] [ 42 ] |
| 2012 | Primetime Emmy Awards        | Mejor Programa Infantil                                                             | Victorious                        | Nominado  | [ 43 ]        |
| 2012 | Primetime Emmy Awards        | Mejor Peinado Para Una Serie Con Multi-Cámara - Serie o Especial                    | Episodio: April Fools Blank       | Nominado  | [ 44 ]        |
| 2012 | Primetime Emmy Awards        | Mejor Maquillaje Para Una Serie Con Multi-Cámara - Serie o Especial (No Protestico) | Episodio: April Fools Blank       | Nominado  | [ 45 ]        |
| 2012 | ALMA Awards                  | Actriz de TV Favorita - Comedia                                                     | Victoria Justice                  | Nominada  | [ 46 ] [ 47 ] |
| 2012 | NAACP Image Awards           | Mejor Actuación En Un Programa Juvenil/Infantil (Serie o Especial)                  | Leon Thomas III                   | Nominado  | [ 48 ]        |
| 2012 | Casting Society of America   | Mejor Elenco en Casting - Programa Infantil                                         | Krisha Bullock Jennifer Treadwell | Nominado  | [ 49 ] [ 50 ] |
| 2012 | Kids Choice Awards México    | Programa Internacional Favorito                                                     | Victorious                        | Nominado  | [ 51 ]        |
| 2012 | Kids Choice Awards Argentina | Programa de TV Internacional                                                        | Victorious                        | Ganador   | [ 4 ]         |
| 2013 | Kids Choice Awards           | Programa de TV Favorito                                                             | Victorious                        | Ganador   | [ 52 ]        |
| 2013 | Kids Choice Awards           | Actriz de TV Favorita                                                               | Victoria Justice                  | Nominado  | [ 3 ]         |
| 2013 | Kids Choice Awards Australia | Estrella de Nick Australia Favorita                                                 | Ariana Grande                     | Nominada  | [ 53 ]        |
| 2013 | Kids Choice Awards Australia | Estrella de Nick Australia Favorita                                                 | Victoria Justice                  | Ganadora  | [ 53 ]        |
| 2013 | Young Artist Awards          | Mejor Actuación en Una Serie de TV - Actor Joven Invitado, Entre 11-13 Años         | Parker Contreras                  | Nominado  | [ 54 ]        |
| 2013 | Young Artist Awards          | Mejor Actuación en Una Serie de TV - Actor Joven Invitado, Entre 11-13 Años         | Joe D'Giovanni                    | Nominado  | [ 54 ]        |
| 2013 | Young Artist Awards          | Mejor Actuación en Una Serie de TV - Actriz Joven Invitada, Entre 17-21 Años        | Jennifer Veal                     | Ganadora  | [ 54 ]        |
| 2013 | Young Artist Awards          | Mejor Actuación en Una Serie de TV - Actriz Joven Invitada, de Menos de 10 Años     | Sage Boatright                    | Nominada  | [ 54 ]        |
| 2013 | Young Artist Awards          | Mejor Actuación en Una Serie de TV - Actriz Joven Invitada, de Menos de 10 Años     | Ryan Lee                          | Nominado  | [ 54 ]        |
| 2013 | Young Artist Awards          | Mejor Actuación en Una Serie de TV - Actriz Joven Recurrente, Entre 17-21 Años      | Mikey Reid                        | Nominado  | [ 54 ]        |
| 2013 | Imagen Awards                | Mejor actriz juvenil de televisión                                                  | Victoria Justice                  | Nominada  | [ 55 ]        |
| 2013 | Kids Choice Awards México    | Programa internacional favorito                                                     | Victorious                        | Ganador   | [ 56 ]        |
| 2013 | Kids Choice Awards Argentina | Programa de TV internacional favorito                                               | Victorious                        | Nominado  | [ 57 ]        |